# FK Novosibirsk
FK Novosibirsk (Russisch: ФК «Новосибирск») is een Russische voetbalclub uit de stad Novosibirsk, in de regio Siberië. Het werd in 2019 door het bestuur van de Oblast Novosibirsk opgericht na het verdwijnen van Sibir Novosibirsk. De clubkleuren zijn blauw en wit.